# Alexander Vandegrift
Alexander Vandegrift ([væʼndəgrift]), född 1887, död 1973, var en amerikansk militär och general.

## Militär karriär
1909 anslöt sig Vandegrift till USA:s marinkår och tjänstgjorde mellan 1910 och 1930 i länder som Nicaragua, Haiti och Kina. 1942 landsteg han i Guadalcanal med marinkåren. Landstigningen lyckades få till amerikanska ställningar på ön, trots motstånd av japanerna.
Den 1 januari 1944 utnämndes Vandegrift till marinkårskommendant och tjänstgjorde i den befattningen fram till den 31 december 1947.